# Pościg za Goeben i Breslau
Pościg za Goeben i Breslau – operacja morska, prowadzona przez okręty Floty Śródziemnomorskiej Royal Navy na Morzu Śródziemnym w pierwszych dniach I wojny światowej. Miała na celu przechwycenie dwóch krążowników niemieckiej Eskadry Śródziemnomorskiej (niem. Mittelmeerdivision): liniowego SMS „Goeben” i lekkiego SMS „Breslau”, zdążających do Konstantynopola. Wskutek błędów i nieporozumień wśród dowódców brytyjskich obydwa dotarły bezpiecznie do miejsca przeznaczenia. Ich obecność w Imperium Osmańskim i formalne wcielenie do osmańskiej marynarki wojennej miały doniosłe konsekwencje, z włączeniem się tego kraju do działań wojennych po stronie państw centralnych.

## Obecność niemiecka na Morzu Śródziemnym
W 1912 roku, wobec nasilającego się napięcia w stosunkach międzynarodowych pomiędzy państwami bałkańskimi, dowództwo Kaiserliche Marine podjęło decyzję o utworzeniu Eskadry Śródziemnomorskiej, mającej reprezentować i zabezpieczać niemieckie interesy w regionie. Powstała ona wbrew opinii admirała Tirpitza, który chciał zatrzymać całość sił Hochseeflotte na Morzu Północnym, ale dzięki poparciu cesarza Wilhelma II. W jej skład weszły: najnowszy krążownik liniowy SMS „Goeben” i mający stanowić jego osłonę krążownik lekki SMS „Breslau”. Okręty opuściły Kilonię 4 listopada 1912 roku i 15 tegoż miesiąca zawinęły do Konstantynopola.
Podczas obydwu wojen bałkańskich niemiecka eskadra nie angażowała się bojowo, zajmując się raczej prezentowaniem bandery cesarskiej w portach basenu Morza Śródziemnego. Wśród odwiedzonych znalazły się między innymi: Wenecja, Neapol, Pula i porty Lewantu. W okresie od kwietnia do września 1913 roku do dwóch dotychczasowych okrętów dołączyły krążowniki lekkie SMS „Dresden” i „Straßburg”, ale po zakończeniu II wojny bałkańskiej powróciły na wody macierzyste. Od 23 października 1913 roku dowódcą Eskadry Śródziemnomorskiej został mianowany kontradmirał Wilhelm Souchon.
W 1914 roku na SMS „Goeben” nastąpiła awaria kotłów, co znacznie ograniczyło prędkość krążownika. Początkowo planowano jego powrót na remont do Niemiec, ale ostatecznie, w związku z narastającym napięciem międzynarodowym po zamachu w Sarajewie, przeprowadzono go w Puli, z udziałem niemieckich specjalistów. Krążownik opuścił stocznię 28 lipca 1914 roku, w dniu wypowiedzenia przez Austro-Węgry wojny przeciwko Serbii, po czym admirał Souchon postanowił niezwłocznie opuścić łatwy do zablokowania Adriatyk i po spotkaniu z przebywającym wówczas w Durazzo SMS „Breslau” skierował się przez Brindisi do Mesyny.
Planując swoje posunięcia na wypadek wojny, dowódca Eskadry Śródziemnomorskiej brał pod uwagę kilka możliwości. Najbardziej efektywnym sposobem wykorzystania bojowego podlegających mu krążowników był atak na francuskie linie komunikacyjne przecinające zachodnią część Morza Śródziemnego i porty na wybrzeżu Afryki Północnej. Aby uniknąć prawdopodobnego starcia z okrętami Floty Śródziemnomorskiej Royal Navy, mógł skierować się do adriatyckich portów Austro-Węgier i połączyć z ich flotą, co jednak oznaczałoby operacyjne podporządkowanie się dowództwu w Wiedniu i prawdopodobne zablokowanie na zamkniętym akwenie Adriatyku. Obawy te wzmacniało ogłoszenie 2 sierpnia przez rząd włoski całkowitej neutralności kraju w toczącym się konflikcie. Kolejną możliwością był rejs na wschód, do neutralnego, ale przychylnego Niemcom Imperium Osmańskiego, gdzie Souchon był fetowany podczas oficjalnej wizyty jego eskadry w maju 1914 roku.
Oba wyjścia z Morza Śródziemnego na oceany, tj. Gibraltar (na zachodzie) i Kanał Sueski (na wschodzie), były kontrolowane przez Brytyjczyków.

## Flota Śródziemnomorska Royal Navy w 1914 roku

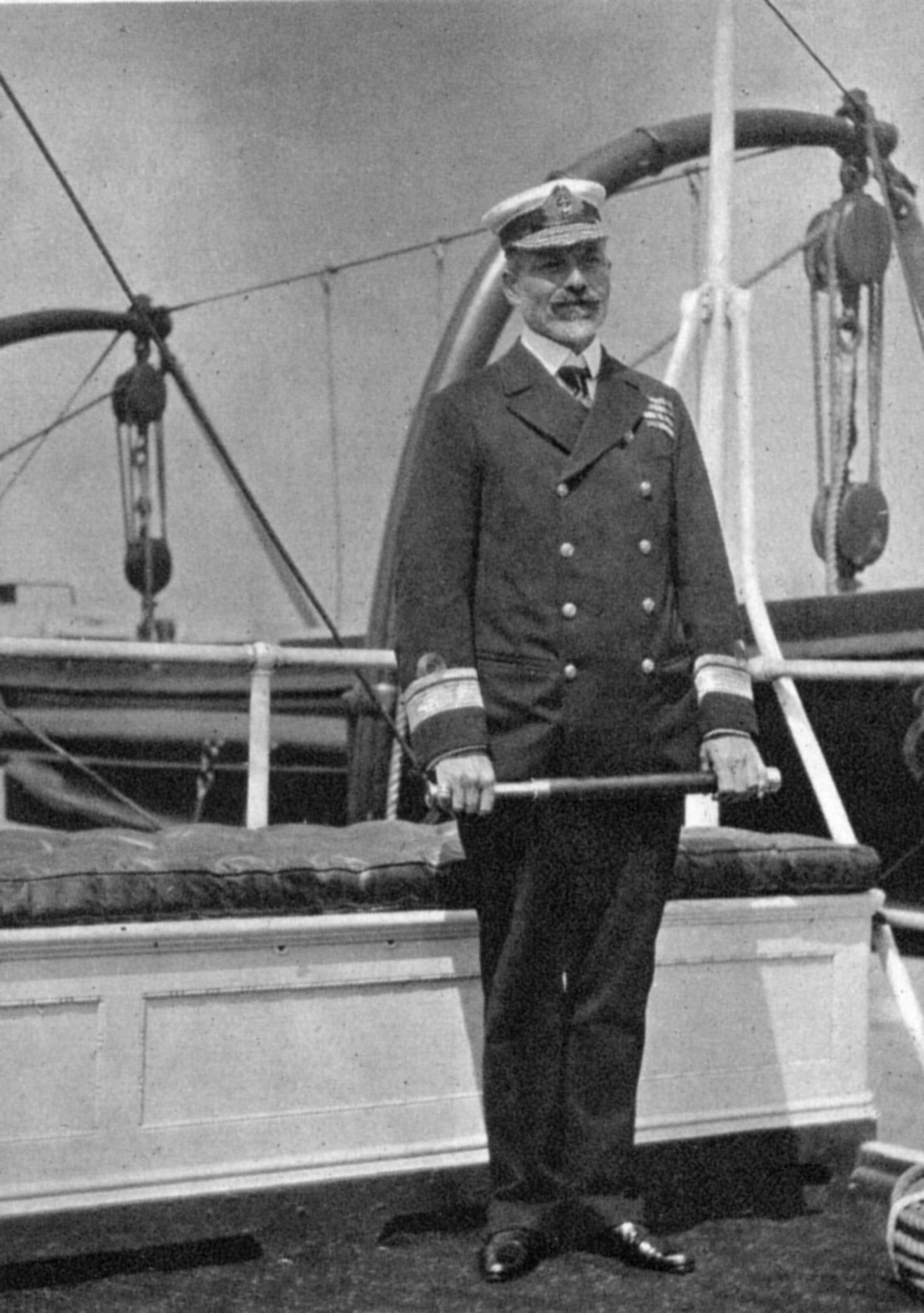
Admirał Archibald Berkeley Milne

W chwili wybuchu I wojny światowej brytyjska Flota Śródziemnomorska, z główną bazą na Malcie, dysponowała jedenastoma dużymi okrętami i pewną liczbą mniejszych jednostek. Główną siłą uderzeniową były trzy krążowniki liniowe: HMS „Inflexible” (okręt flagowy dowódcy Floty, admirała Archibalda Berkeley Milne'a), HMS „Indomitable” i „Indefatigable”. Ponadto w jej skład wchodziła 1. Eskadra Krążowników (krążowniki pancerne HMS „Defence”, „Duke of Edinburgh”, „Warrior” i „Black Prince”) pod dowództwem kontradmirała Ernesta Troubridge'a oraz krążowniki lekkie: „Dublin”, „Gloucester”, „Chatham” i „Weymouth”.
Dwa z krążowników liniowych admirała Milne'a: „Indomitable” i „Indefatigable” miały, podobnie jak ich niemiecki odpowiednik, poważne kłopoty z siłowniami, które znacząco ograniczały ich prędkość.
28 lipca, zaraz po rozpoczęciu wojny, dowódca cumującego wówczas w Durazzo krążownika HMS „Defence” otrzymał rozkaz oddalenia się na odległość strzału torpedowego od przebywającego w tym samym porcie „Breslau”, a następnego dnia wyjścia w morze dla uniknięcia ewentualnych problemów, związanych z pobytem w neutralnym porcie okrętów dwóch potencjalnie przeciwnych stron.
Wiedząc o pobycie niemieckich okrętów w portach południowych Włoch, admirał Milne rozpoczął działania mające zapobiec jakimkolwiek niespodziewanym atakom z ich strony. Było to niezbędne, ponieważ po ogłoszeniu przez Francję powszechnej mobilizacji rozpoczął się przerzut stacjonującego we francuskiej Algierii XIX Korpusu do metropolii. Francuzi nie posiadali na Morzu Śródziemnym okrętów zdolnych w pojedynkę bądź w małym zespole przeciwstawić się „Goeben” i brytyjskiej Flocie Śródziemnomorskiej przypadło zadanie osłaniania transportów z wojskiem. Wobec tego krążowniki pancerne kontradmirała Troubridge'a, wraz z dwoma krążownikami liniowymi, HMS „Gloucester” i osłoną niszczycieli miały patrolować rejon Cieśniny Otranto, zaś „Chatham” południowe podejścia do Cieśniny Mesyńskiej. Sam admirał Milne ze swoim okrętem flagowym i dwoma pozostałymi krążownikami lekkimi pozostawał w pogotowiu bojowym na Malcie.

## Pierwsze działania niemieckie

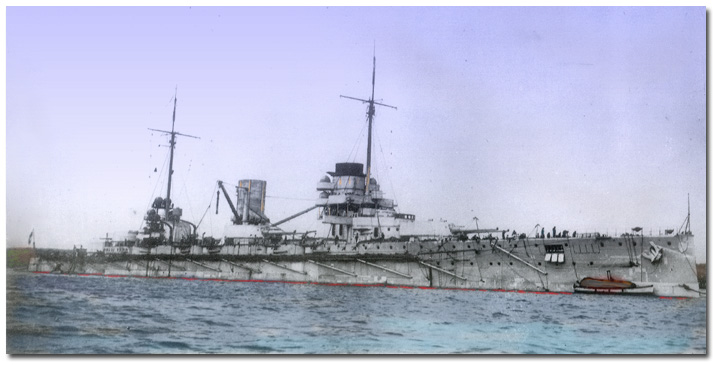
SMS „Goeben”

Przewidując w najbliższych dniach wybuch wojny pomiędzy II Rzeszą a Francją i Wielką Brytanią, kontradmirał Souchon zaplanował operację mającą na celu zakłócenie przerzutu wojsk francuskich do Europy. Po zabunkrowaniu paliwa po południu 3 sierpnia 1914 roku wypłynął ze swoim zespołem z Mesyny w stronę wybrzeży afrykańskich. W morzu otrzymał depeszę radiową o wypowiedzeniu wojny Francji, po czym rankiem 4 sierpnia obydwa krążowniki rozpoczęły bombardowanie wybranych celów lądowych: „Goeben” portu w Philippeville, „Breslau” w Bône. O ile materialne zniszczenia były niewielkie, to osiągnięty efekt psychologiczny i propagandowy znaczny: transporty wojsk francuskich do Europy zostały czasowo wstrzymane.
W drodze powrotnej do Mesyny, gdzie niemieckie jednostki miały ponownie zaopatrzyć się w węgiel, napotkały płynące w przeciwnym kierunku krążowniki liniowe Floty Śródziemnomorskiej: „Indomitable” i „Indefatigable”. Ponieważ w tamtej chwili Wielka Brytania nie była jeszcze w stanie wojny z Niemcami (wypowiedzenie wojny nastąpiło późnym wieczorem, po upłynięciu terminu brytyjskiego ultimatum i niemieckiej inwazji na Belgię), okręty brytyjskie rozpoczęły jedynie śledzenie niemieckiej eskadry. Z powodu kłopotów z urządzeniami napędowymi, brytyjskie krążowniki liniowe nie były w stanie utrzymać prędkości osiągniętej przez Niemców, kontakt wzrokowy podtrzymywał jedynie krążownik lekki HMS "Dublin", jednak i jego obserwatorzy zgubili niemieckie okręty w zapadającym zmroku i mgle. Rankiem następnego dnia, gdy Wielka Brytania i Niemcy byli już w stanie wojny, niemiecka eskadra nie niepokojona zawinęła do Mesyny.

## Pościg

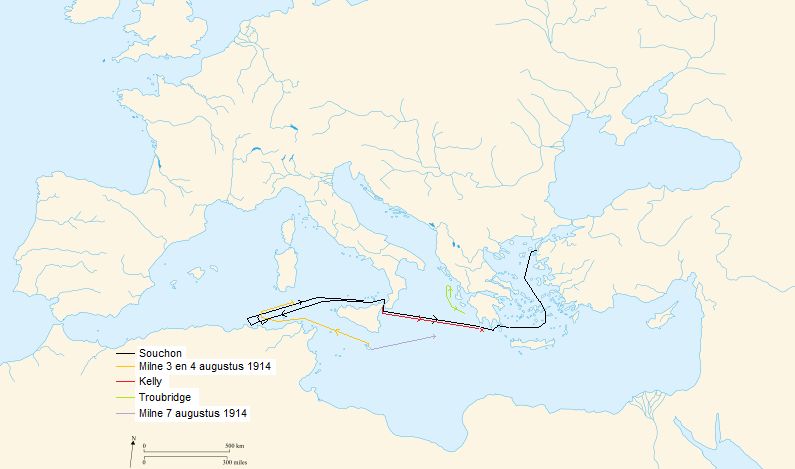
Mapa pokazująca przybliżone kursy zespołów floty niemieckiej i brytyjskiej w dniach 4−10 sierpnia 1914

Brytyjczycy spodziewali się kolejnego rejsu Niemców przeciwko francuskim konwojom, stąd też admirał Milne zgromadził niemal wszystkie siły na zachód od Mesyny. Wschodni kierunek patrolował jedynie samotny „Gloucester” oraz 1. Eskadra Krążowników kontradmirała Troubridge'a. Zgodnie z otrzymanymi wcześniej rozkazami, uwzględniającymi zawarte 2 sierpnia tajne przymierze niemiecko-tureckie, eskadra admirała Souchona wyszła z Mesyny po południu 6 sierpnia i skierowała się w stronę Konstantynopola, obierając początkowo kurs na Adriatyk, czym zupełnie zmyliła ścigającego ją kontradmirała Troubridge'a. Był to doskonały plan niemieckiego dowódcy, który wykorzystał słabą widoczność w Cieśninie Otranto oraz dużą szybkość swych okrętów i w zapadającym zmierzchu niezauważenie zmienił kurs, wymykając się pogoni.
Po zrozumieniu swego błędu kontradmirał Troubridge wysłał „Dublin” i dwa niszczyciele celem doścignięcia Niemców i przeprowadzenia ataku torpedowego, ale w zapadających ciemnościach okazało się to niemożliwe do zrealizowania. Mając na uwadze przewagę ogniową i szybkości niemieckiej eskadry, kontradmirał Troubridge zaprzestał pościgu rankiem 7 sierpnia. Kontynuował go jedynie „Gloucester”. Ponieważ jego dystans do „Goeben” stale się zwiększał, po południu dowodzący krążownikiem komandor Howard Kelly (jego brat John był w tym czasie dowódcą HMS „Dublin”) wydał rozkaz otwarcia ognia do znajdującego się bliżej „Breslau”, licząc, że przeciwnik wezwie na pomoc większy z okrętów. Jeden z pocisków był celny, ale nie spowodował szkód na niemieckim krążowniku. Były to jedyne strzały strony brytyjskiej podczas całego pościgu. Ostatecznie dowódca „Gloucester" zrezygnował z pogoni, gdy Niemcy minęli przylądek Matapan, a jemu samemu zagroził brak paliwa.
W tym samym czasie krążowniki liniowe admirała Milne'a uzupełniały zapasy węgla na Malcie i były gotowe do wypłynięcia w morze po północy 8 sierpnia. Wtedy dowódca Floty Śródziemnomorskiej otrzymał depeszę z Admiralicji, informującą go o stanie wojny z Austro-Węgrami. Wobec tego zdecydował się on na patrolowanie okolic Cieśniny Otranto, aby zapobiec niezauważonemu wyjściu okrętów nowego przeciwnika na Morze Śródziemne. Jednak wiadomość stwierdzała nieprawdę, ponieważ wojna została wypowiedziana dopiero 12 sierpnia. Pomyłkę sprostowano po kilku godzinach, a 9 sierpnia admirał Milne otrzymał wyraźny rozkaz od Admiralicji, aby podjąć pościg za „Goeben” i „Breslau”, które w tym czasie minęły już przylądek Matapan i zaopatrzyły się w węgiel z wysłanego wcześniej na wody greckie niemieckiego statku.
10 sierpnia po południu krążowniki admirała Souchona dotarły bezpiecznie na wody wciąż neutralnego Imperium Osmańskiego i przeprowadzone przy udziale miejscowych pilotów poprzez zaminowane Dardanele, wpłynęły następnego dnia do Konstantynopola. Wobec protestów Wielkiej Brytanii i Francji, żądających internowania i rozbrojenia krążowników, rząd osmański oświadczył, że zakupił obydwie jednostki w miejsce przejętych przez Royal Navy dwóch budowanych w stoczniach brytyjskich pancerników („Reshadiye” i „Sultan Osman I”), i w oficjalnej ceremonii, która odbyła się 16 sierpnia 1914 roku, przyjęto je w skład marynarki tureckiej. SMS „Goeben” otrzymał nazwę „Yavuz Sultan Selim” i został jednocześnie okrętem flagowym floty, SMS „Breslau” zaś „Midilli”. Na obydwu okrętach zatrzymano niemieckie załogi (chociaż marynarze otrzymali tureckie mundury i fezy), zaś admirał Souchon został 23 września mianowany głównodowodzącym marynarki osmańskiej w randze wiceadmirała (w Kaiserliche Marine pozostawał wciąż jako kontradmirał).

## Konsekwencje

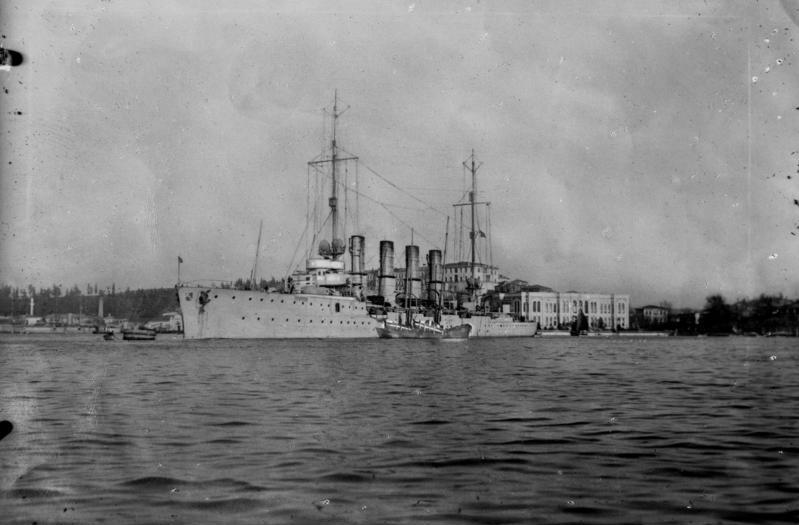
SMS „Breslau” już jako „Midilli”

Najważniejszą konsekwencją ucieczki niemieckich krążowników do Konstantynopola było przystąpienie Imperium Osmańskiego do działań wojennych po stronie państw centralnych. 29 października 1914 roku „Yavuz Sultan Selim” i „Midilli” oraz inne okręty, pomimo trwającej wciąż neutralności Imperium Osmańskiego, ostrzelały cele na czarnomorskim wybrzeżu Rosji, a w drodze powrotnej zmusiły do samozatopienia załogę stawiacza min „Prut”. Materialne efekty ataku poza utratą stawiacza min były niewielkie, ale jego polityczny wydźwięk olbrzymi: 2 listopada Rosja wypowiedziała wojnę Imperium Osmańskiemu, a 5 listopada uczyniła to Wielka Brytania i Francja.
Obecność na Morzu Marmara silnie uzbrojonego krążownika liniowego zmusiła Royal Navy do utrzymywania w rejonie dużych sił morskich, przesuniętych siłą rzeczy z innych teatrów działań wojennych, oraz do uwzględniania ewentualnych wrogich działań przy planowaniu operacji wojskowych, przede wszystkim w Cieśninie Dardanelskiej. „Yavuz Sultan Selim” górował również siłą ognia, prędkością i opancerzeniem nad każdym z pięciu przeddrednotów, którymi dysponowali Rosjanie na Morzu Czarnym w 1914 roku.
Admiralicja uznała, że dowódcy Floty Śródziemnomorskiej (z chlubnym wyjątkiem komandora Howarda Kelly'ego) skompromitowali się nieudanym pościgiem. Admirał Milne został odwołany z funkcji dowódcy Floty Śródziemnomorskiej i do odejścia na emeryturę w 1919 roku nie powierzano mu żadnych poważniejszych funkcji dowódczych. Kontradmirał Troubridge stanął przed sądem, oskarżony o niewykonanie rozkazów. Ostatecznie został oczyszczony z zarzutów i później został szefem brytyjskiej misji wojskowej w Serbii i dowódcą Flotylli Dunajskiej. Po wojnie był przewodniczącym międzynarodowej komisji nadzorującej swobodę żeglugi na Dunaju. Krytyka spotkała również dowódcę francuskiej floty na Morzu Śródziemnym, admirała Augustina Boué de Lapeyrère, który nie włączył się do pościgu, koncentrując się wyłącznie na ochronie transportów wojska.